# Edellibellen
Die Edellibellen (Aeshnidae) sind eine Familie der Großlibellen (Anisoptera) innerhalb der Libellen (Odonata). In Deutschland leben 14 Arten dieser Gruppe, die zu den größten und auffälligsten der heimischen Libellen zählen.

## Merkmale
Edellibellen sind gewöhnlich große bis sehr große Libellen. Am Kopf stoßen die Komplexaugen auf einer längeren Strecke direkt aneinander. Charakteristisch sind verschiedene Merkmale des Flügelgeäders: Das Flügeldreieck ist in allen vier Flügeln ähnlich groß, mit gleicher Orientierung. Das Discoidalfeld besteht aus drei Zell- oder Maschenreihen. Der vordere Ast der Medianader ist zur Flügelspitze hin mit dem hinteren (fünften) Radialast verschmolzen. Beim Männchen ist die Basis des Hinterflügels in der Regel eckig begrenzt. An der Basis des Hinterleibs sind normalerweise bei den Männchen gezähnte, seitliche Fortsätze erkennbar, die Aurikel genannt werden (Ausnahme: Anax). Bei den Weibchen ist der Legebohrer (Ovipositor) gut ausgebildet. Die Larven sind normalerweise langgestreckt, ihre Fangmaske ist flach und unbeborstet.
Die heimischen Edellibellen, beispielsweise die in Mitteleuropa recht häufige Große Königslibelle (Anax imperator), erreichen Spannweiten von bis zu 11 Zentimetern. Der Körper der Tiere ist meist auffällig gezeichnet und kann die unterschiedlichsten Farbkombinationen aufweisen.

## Lebensweise
Die Edellibellen sind sehr geschickte Fluginsekten. Die meisten Arten dieser Familie sind recht ausdauernde Flieger und stellen teils stark differierende Ansprüche an ihren Lebensraum. Einige auf spezielle Lebensräume angewiesenen Arten, wie etwa die Hochmoor-Mosaikjungfer (Aeshna subarctica) (Moorgebiete mit Torfmoosen (Sphagnum)) oder die Grüne Mosaikjungfer (Aeshna viridis), die in Mitteleuropa Gewässer mit dichten Beständen der Krebsschere (Stratiotes aloides) benötigt, sind vom Aussterben bedroht. Andere, relativ anspruchslose Arten wie die Große Königslibelle, die Blaugrüne Mosaikjungfer (Aeshna cyanea) oder die Herbst-Mosaikjungfer sind dagegen an sehr vielen unterschiedlichen Gewässern zu finden und dementsprechend in ihren Beständen nicht gefährdet.

## Fortpflanzung
Bei den meisten Arten der Edellibellen bilden die Männchen Reviere an den Entwicklungsgewässern aus, die sie gegen Eindringlinge verteidigen. Die Paarung beginnt in der Regel in der Luft, die eigentliche Kopulation findet vorwiegend hoch oben in den Bäumen sitzend statt. Es kommt vor, dass sich die Weibchen mehrfach hintereinander mit verschiedenen Partnern verpaaren. 1979 brachten die von Waage geführten Studien revolutionäre Erkenntnisse: Das Kopulationsorgan der Männchen dient nicht allein der Befruchtung, auch ist das Männchen in der Lage, Spermien seines Vorgängers aus der Samentasche des Weibchens zu entfernen. Bereits gebildete Tandems aus kopulierenden Geschlechtspartnern werden häufig von anderen Männchen angegriffen, wobei der Gewinner das Weibchen übernimmt.
Die Eiablage der Edellibellen erfolgt durch Einstechen der Eier in lebendes oder totes Pflanzenmaterial, meistens in Abwesenheit des Männchens. Ausnahmen bilden dabei die Kleine Königslibelle (Anax parthenope) und die Schabracken-Königslibelle (Anax ephippiger), welche die Eier in der sogenannten Tandemstellung in Begleitung der Männchen ablegen.

## Systematik und Taxonomie
Die Aeshnidae (sensu lato) sind eine morphologisch gut abgrenzbare Familie mit relativ basaler Stellung innerhalb der Großlibellen. Sie werden meist in die beiden Unterfamilien Aeshninae und Brachytroninae gegliedert, die einige Bearbeiter auch als eigenständige Familien auffassen. Andere spalten von diesen noch eine Familie Telephlebiidae ab. Wenige Systematiker erheben weitere Triben zu Familien, die vorgeschlagenen Familien (Allopetaliidae Cockerell, 1913, Gynacanthidae Cockerell, 1913, Gomphaeschnidae Tillyard & Fraser, 1940, Caliaeschnidae Bechly, 1996) haben aber wenig Akzeptanz gefunden.
Die Aeshnidae (im weiteren Sinne) und ihre Schwestergruppe, die südhemisphärische Familie Austropetaliidae, bilden zusammen die Überfamilie Aeshnoidea. Diese Position ist durch morphologische und molekulare Studien recht gut abgesichert. In früheren Untersuchungen unsicher war das Verhältnis zur Familie Petaluridae. Diese wird aber in neueren Systematiken nicht mehr in die Aeshnoidea mit einbezogen. Ob die Petaluridae die Schwestergruppe der Aeshnoidea sind, ist unklar, verschiedene Studien ergaben einander widersprechende Resultate.
Die älteste Aeshnide, die nach einem isolierten, in burmesischem Bernstein eingeschlossenen Flügel beschriebene Cretaeshna lini stammt aus der Kreidezeit.

### Arten in Mitteleuropa

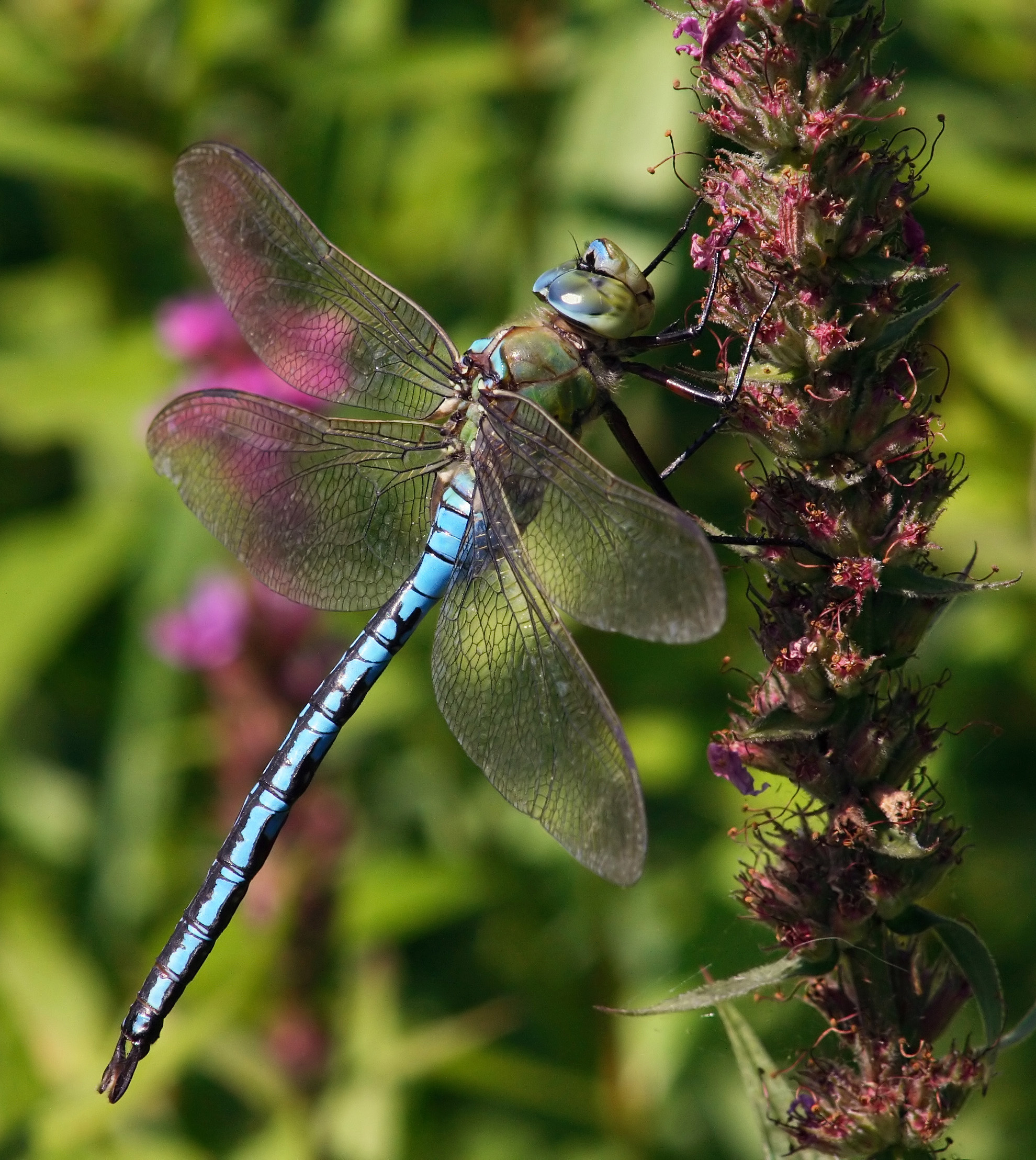
Große Königslibelle

- Südliche Mosaikjungfer (Aeshna affinis)
- Alpen-Mosaikjungfer (Aeshna caerulea)
- Blaugrüne Mosaikjungfer (Aeshna cyanea)
- Braune Mosaikjungfer (Aeshna grandis)
- Torf-Mosaikjungfer (Aeshna juncea)
- Herbst-Mosaikjungfer (Aeshna mixta)
- Hochmoor-Mosaikjungfer (Aeshna subarctica)
- Grüne Mosaikjungfer (Aeshna viridis)
- Schabrackenlibelle (Anax ephippiger)
- Große Königslibelle (Anax imperator)
- Kleine Königslibelle (Anax parthenope)
- Westliche Geisterlibelle (Boyeria irene)
- Früher Schilfjäger (Brachytron pratense)
- Keilflecklibelle (Isoaeschna isoceles)